# Саар, Антс Карлович
Антс Карлович Саар (эст. Ants Karlovich Saar) (12 ноября 1920, д. Кярстна, Вильяндийский уезд, Эстония — 10 октября 1995) — советский и эстонский актёр, прозаик и сценарист, член Союза писателей СССР.

## Биография
Родился 12 ноября 1920 года в Вильяндийском уезде в семье учителя.
В 1941 году был мобилизован в армию в связи с началом Великой Отечественной войны и направлен на фронт и прошёл всю войну, был награждён медалями.
После демобилизации с 1949 года начал заниматься литературной деятельностью. Писал произведения, а также сценарии для кинематографа. Всего экранизировано 3 его сценария. За литературную деятельность был награждён Орденом «Знак Почёта».
В 1953 году окончил Высшую партийную школу при ЦК КПСС.
В 1951—1963 годах — главный редактор газеты «Sirp ja Vasar», в 1978—1981 годах — главный редактор журнала «Таллинн».
В 1956 году награждён медалью «За трудовое отличие».
Скончался 10 октября 1995 года.

## Фильмография

### Актёр
- 1983 — Арабелла — дочь пирата

### Сценарист
- 1957 — На повороте
- 1964 — Оглянись в пути
- 1966 — Им было восемнадцать